# Dobrná
Dobrná är en ort i Tjeckien.   Den ligger i regionen Ústí nad Labem, i den norra delen av landet, 80 km norr om huvudstaden Prag. Dobrná ligger 394 meter över havet och antalet invånare är 420.
Terrängen runt Dobrná är kuperad åt sydväst, men åt nordost är den platt.Runt Dobrná är det ganska tätbefolkat, med 58 invånare per kvadratkilometer. Närmaste större samhälle är Děčín, 5,7 km väster om Dobrná. Omgivningarna runt Dobrná är en mosaik av jordbruksmark och naturlig växtlighet.